# Maurycy Horn
Maurycy Horn (ur. 16 listopada 1917 w Wiedniu, zm. 12 listopada 2000 w Warszawie) – polski historyk żydowskiego pochodzenia, w latach 1970–1991 dyrektor Żydowskiego Instytutu Historycznego, mąż Elżbiety Horn.

## Życiorys
Urodził się w Wiedniu, w żydowskiej rodzinie pochodzącej ze Lwowa. Stało się tak, ponieważ podczas I wojny światowej Lwów na pewien czas zajęli Rosjanie i w obawie przed nimi Adolf Horn z małżonką Stefanią schronili się w stolicy Austrii, aby tam u krewnych przeczekać zawieruchę wojenną. Po zakończeniu wojny Hornowie wrócili do odrodzonej Polski. Początkowo osiadli w Brzeżanach, a w 1919 roku wrócili do Lwowa. Tam Maurycy Horn uczęszczał do V Gimnazjum im. hetmana Stefana Żółkiewskiego.
W 1936 roku podjął studia historyczne na Uniwersytecie Jana Kazimierza. Trafił na seminarium profesora Stanisława Łempickiego, który miał największy wpływ na skrystalizowanie się zainteresowań naukowych Maurycego Horna. Duże znaczenie w jego biografii naukowej mieli również: Teofil Modelski, Stanisław Hoszowski i Franciszek Bujak. Studia ukończył w 1940 roku, kiedy to Lwów znajdował się pod okupacją radziecką. 14 stycznia 1941 roku zawarł związek małżeński z koleżanką ze studiów Elżbietą Buksbaum. Wówczas podjął pracę w Archiwum Miejskim. Po napaści Niemiec na ZSRR został razem z całym personelem archiwum ewakuowany początkowo do Kijowa, a później do Uzbekistanu. Tam w obwodzie saratowskim podjął pracę jako nauczyciel. Po pewnym czasie został dyrektorem Polskiego Domu Dziecka w osiedlu Chanaka koło Stalinabadu (Duszanbe) w Tadżykistanie. W tym czasie wstąpił do Związku Patriotów Polskich.
Po zakończeniu wojny Maurycy Horn powrócił do Lwowa, gdzie przez pięć lat pracował jako zastępca dyrektora w filii Centralnego Państwowego Archiwum Historycznego Ukrainy. W tym czasie przygotowywał rozprawę doktorską, którą obronił w czerwcu 1948 roku w Instytucie Pedagogicznym im. Aleksandra Hercena w Leningradzie. Następnie rozpoczął pracę dydaktyczną w uczelniach lwowskich, m.in. przez niecały rok na Uniwersytecie im. Iwana Franki we Lwowie. Publikował w tym czasie wiele artykułów w czasopismach naukowych rosyjskich i ukraińskich na tematy historii średniowiecznej i nowożytnej. 
We wrześniu 1957 roku wspólnie z żoną Elżbietą w ramach tzw. drugiej repatriacji wyjechał do Polski, gdzie otrzymał propozycję pracy na Uniwersytecie Marii Curie-Skłodowskiej w Lublinie oraz w gdańskiej i opolskiej Wyższej Szkole Pedagogicznej. Wybrał przyjazd do Opola, ponieważ tam zagwarantowano mu mieszkanie w nowo wzniesionym Domu Profesora. Przez pierwszy rok prowadził wykłady z historii na filologii rosyjskiej. Rok później otwarto studia historyczne, gdzie znalazł zatrudnienie. Specjalizował się głównie w historii gospodarczej Polski. Początkowo był dziekanem Wydziału Filologiczno-Historycznego, następnie prodziekanem, a od 1 października 1966 roku do 1 maja 1968 roku - rektorem WSP. Był inicjatorem rozbudowy biblioteki naukowej, do której sprowadził ze Lwowa liczne cenne księgi. W latach 1959–1960 był prezesem Związku Nauczycielstwa Polskiego przy Wyższej Szkole Pedagogicznej, następnie prezesem opolskiego oddziału Polskiego Towarzystwa Historycznego oraz prezesem Opolskiego Towarzystwa Przyjaciół Nauk. Od marca 1964 do września 1965 roku był dyrektorem Instytutu Śląskiego w Opolu.
Podczas wydarzeń marcowych Maurycy Horn bronił nietykalności miasteczka akademickiego i nie pozwolił milicji rozganiać i pacyfikować wieców, które odbywały się na terenie uczelni. Swoją rozwagą uchronił wielu strajkujących przed represjami. Za swoją postawę został usunięty z funkcji rektora na fali antysemickich ataków, jednak nie został zwolniony z uczelni.
W 1970 roku został dyrektorem Żydowskiego Instytutu Historycznego. Łączył tę funkcję z pracą dydaktyczną w Opolu. Wówczas został również członkiem Komitetu Badań Historycznych (od 1981) i Komitetu Nauk Orientalistycznych (od 1978) oraz Rady Towarzystw Naukowych Polskiej Akademii Nauk. W 1977 roku został członkiem zarządu Międzynarodowego Stowarzyszenia im. Janusza Korczaka. W 1981 roku został mianowany profesorem zwyczajnym. W 1984 roku po przejściu na emeryturę przeprowadził się wraz z żoną do Warszawy, gdzie zmarł. Został pochowany na cmentarzu żydowskim przy ulicy Okopowej w Warszawie (kwatera 2).

## Nagrody i odznaczenia
- Nagroda resortowa II stopnia (1966, 1982)
- Krzyż Kawalerski Orderu Odrodzenia Polski
- Medal 30-lecia Polski Ludowej
- Medal 40-lecia Polski Ludowej
- Medal Komisji Edukacji Narodowej

## Twórczość

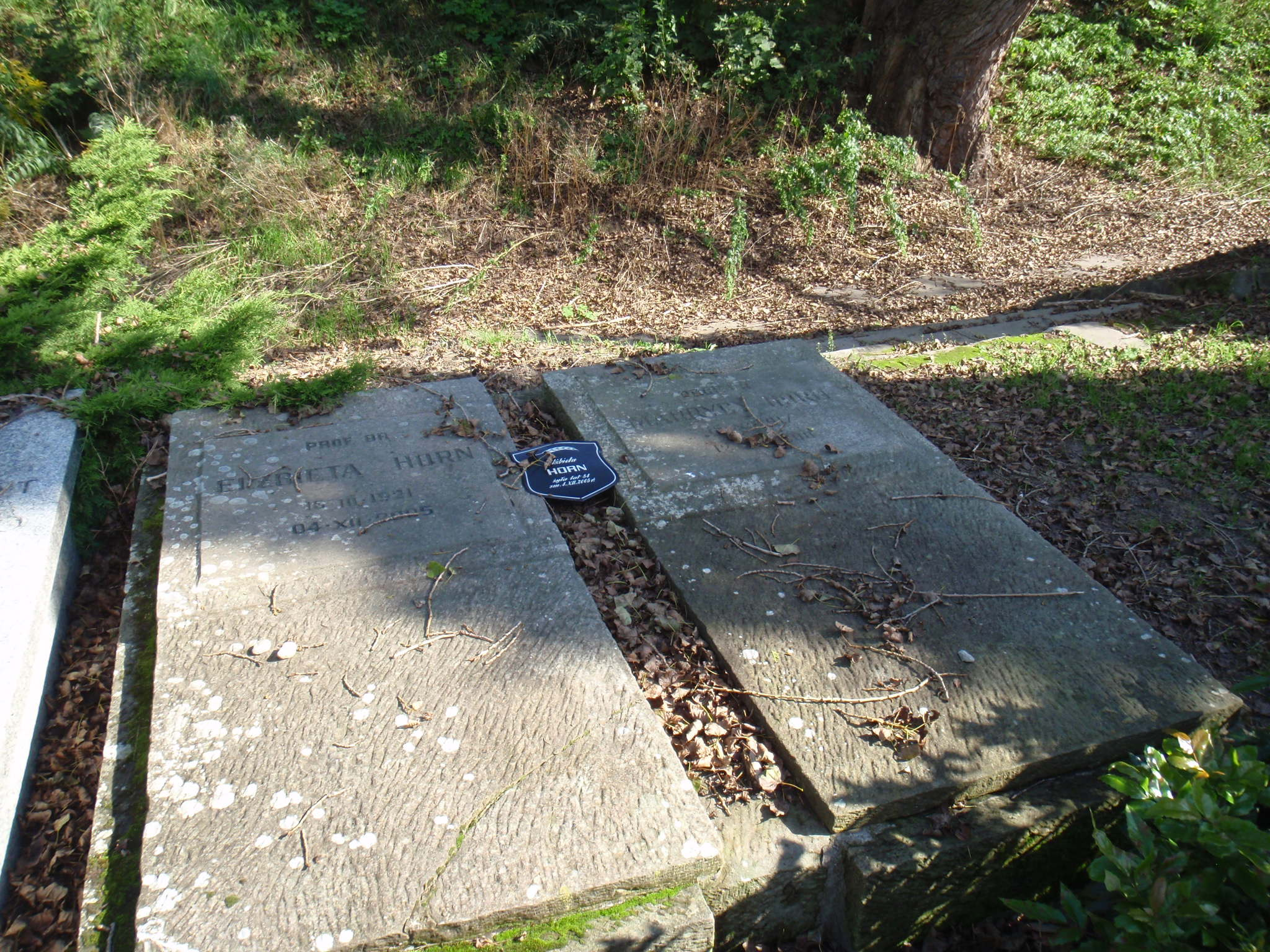
Grób Maurycego Horna (po prawej) i Elżbiety Horn na cmentarzu żydowskim w Warszawie

Dorobek naukowy Maurycego Horna wynosi ponad 200 pozycji, w tym 12 książek, w których gruntownie zostały omówione m.in. skutki ekonomicznych najazdów tatarskich na kresy dawnej Rzeczypospolitej, rozwój rzemiosła i ruch budowlany na kresach wschodnich oraz stosunek Żydów do państwowości polskiej. Był współautorem dwutomowej Encyklopedii Gospodarczej Polski oraz autorem wielu biogramów zamieszczonych w Polskim Słowniku Biograficznym. Należał do najwybitniejszych znawców dziejów Żydów polskich.
- 1998: Żydowskie bractwa rzemieślnicze na ziemiach polskich, litewskich, białoruskich i ukraińskich w latach 1613-1850
- 1984: Regesty dokumentów i ekscerpty z Metryki Koronnej do historii Żydów w Polsce (1697-1795) tom 2
- 1984: Regesty dokumentów i ekscerpty z Metryki Koronnej do historii Żydów w Polsce (1697-1795) tom 1
- 1982: Walka chłopów czerwonoruskich z wyzyskiem feudalnym w latach 1600-1643 tom 3
- 1978: Powinności wojenne Żydów w Rzeczypospolitej w XVI i XVII wieku
- 1976: Walka chłopów czerwonoruskich z wyzyskiem feudalnym w latach 1600-1643 tom 2
- 1975: Żydzi na Rusi Czerwonej w XVI i pierwszej połowie XVII w. : działalność gospodarcza na tle rozwoju demograficznego
- 1974: Walka chłopów czerwonoruskich z wyzyskiem feudalnym w latach 1600-1643 tom 1
- 1969: Ruch budowlany w miastach ziemi przemyskiej i sanockiej w latach 1550-1650 na tle przesłanek urbanizacyjnych
- 1964: Skutki ekonomiczne najazdów tatarskich z lat 1605-1633 na Ruś Czerwoną. Wrocław: Ossolineum. Brak numerów stron w książce
- 1962: Chronologia i zasięg najazdów tatarskich na ziemie Rzeczypospolitej Polskiej w latach 1600-1647. „SMHW”. VIII/1. Białystok. ISSN 0562-2786.brak numeru strony